# Kersaint (contratorpedeiro de 1931)
O Kersaint foi um contratorpedeiro operado pela Marinha Nacional Francesa e a terceira embarcação da Classe Vauquelin, depois do Vauquelin e Tartu, e seguido pelo Maillé Brézé, Cassard e Chevalier Paul. Sua construção começou em setembro de 1930 na Chantiers Navals Français e foi lançado ao mar em novembro de 1931, sendo comissionado em setembro de 1933. Era armado com cinco canhões de 138 milímetros e sete tubos de torpedo de 550 milímetros, tinha um deslocamento carregado de mais de três mil toneladas e alcançava uma velocidade máxima de 36 nós.
O Kersaint passou a maior parte de sua carreira no Mar Mediterrâneo, tendo sido um dos navios que ajudou a aplicar o acordo de não intervenção durante a Guerra Civil Espanhola. A Segunda Guerra Mundial começou em setembro de 1939, mas o navio pouco fez antes da derrota da França em junho do ano seguinte. Estava presente no Ataque a Mers-el-Kébir em julho, mas conseguiu escapar ileso. Foi deliberadamente afundado em 27 de novembro de 1942 para que não fosse tomado pelos alemãs. Seus destroços permaneceram naufragados até serem desmontados em 1951.